# Hardeni
Hardeni (en népalais : हर्देनी) est un comité de développement villageois du Népal situé dans le district d'Udayapur. Au recensement de 2011, il comptait 3 457 habitants.